# Pachín
Pachín, właśc. Enrique Pérez Díaz (ur. 28 grudnia 1938 w Torrelavedze, zm. 10 lutego 2021) – hiszpański piłkarz, obrońca i trener piłkarski.

## Kariera klubowa
Pachín piłkarską karierę rozpoczął w trzecioligowym klubie Gimnástica Torrelavega w 1956. Rok później przeszedł do występującego w tej samej klasie rozgrywkowej Burgos CF. W 1958 został zawodnikiem pierwszoligowej Osasuny. W Primera División zadebiutował 2 listopada 1958 roku w wygranym 3–0 meczu z Realem Betis. Dobra gra w Osasunie została zauważona przez Real Madryt i w 1959 został jego zawodnikiem. W pierwszym sezonie w Realu nie zagrał ani razu w lidze. Za to wystąpił w Pucharze Europy. Zadebiutował w barwach „Królewskich” 21 kwietnia 1960 roku w wygranym 3–1 meczu półfinałowym z FC Barcelona. Wystąpił również w spotkaniu rewanżowym z Barceloną oraz finale w Glasgow z niemieckim Eintrachtem Frankfurt. W Realu występował przez 9 lat do 1968. Ostatni raz zarówno w Realu jak i Primera División wystąpił 28 kwietnia 1968 roku w przegranym 0–1 meczu z Málagą. Z Realem siedmiokrotnie zdobył mistrzostwo Hiszpanii w 1961, 1962, 1963, 1964, 1965, 1967, 1968, Puchar Króla w 1962, Pucharze Europy w 1966 oraz Puchar Interkontynentalny w 1960. W sezonie 1968–69 występował drugoligowym Realu Betis. W 1970 wyjechał do Meksyku, gdzie rok później zakończył karierę w barwach Deportivo Toluca.
| Sezon   | Klub                   | Kraj      | Rozgrywki        | Mecze | Bramki |
| ------- | ---------------------- | --------- | ---------------- | ----- | ------ |
| 1956/57 | Gimnástica Torrelavega | Hiszpania | Tercera División | ?     | ?      |
| 1957/58 | Burgos CF              | Hiszpania | Tercera División | ?     | ?      |
| 1958/59 | CA Osasuna             | Hiszpania | Primera División | 23    | 1      |
| 1959/60 | Real Madryt            | Hiszpania | Primera División | 0     | 0      |
| 1960/61 | Real Madryt            | Hiszpania | Primera División | 25    | 0      |
| 1961/62 | Real Madryt            | Hiszpania | Primera División | 26    | 1      |
| 1962/63 | Real Madryt            | Hiszpania | Primera División | 28    | 1      |
| 1963/64 | Real Madryt            | Hiszpania | Primera División | 22    | 0      |
| 1964/65 | Real Madryt            | Hiszpania | Primera División | 25    | 0      |
| 1965/66 | Real Madryt            | Hiszpania | Primera División | 8     | 0      |
| 1966/67 | Real Madryt            | Hiszpania | Primera División | 13    | 0      |
| 1967/68 | Real Madryt            | Hiszpania | Primera División | 1     | 0      |
| 1968/69 | Real Betis             | Hiszpania | Segunda División | 24    | 0      |
| 1970    | Deportivo Toluca       | Meksyk    | Primera División | ?     | ?      |
| 1971    | Deportivo Toluca       | Meksyk    | Primera División | ?     | ?      |

## Kariera reprezentacyjna
W reprezentacji Hiszpanii Pachín zadebiutował 15 maja 1960 roku w wygranym 3–0 towarzyskim meczu z Anglią. W 1962 uczestniczył w mistrzostwach świata. Na turnieju w Chile wystąpił w dwóch spotkaniach z Meksykiem i Brazylią. Ostatni raz w reprezentacji Pachín wystąpił 30 maja 1963 roku w zremisowanym 1–1 meczu eliminacji mistrzostw Europy z Irlandią Północną. Od 1960 do 1963 wystąpił w reprezentacji w 8 spotkaniach.
| Mecze i gole w reprezentacji | Mecze i gole w reprezentacji | Mecze i gole w reprezentacji | Mecze i gole w reprezentacji | Mecze i gole w reprezentacji | Mecze i gole w reprezentacji | Mecze i gole w reprezentacji |
| #                            | Data                         | Miasto                       | Przeciwnik                   | Gol                          | Wynik                        | Rozgrywki                    |
| ---------------------------- | ---------------------------- | ---------------------------- | ---------------------------- | ---------------------------- | ---------------------------- | ---------------------------- |
| 1.                           | 15.05.1960                   | Madryt                       | Anglia                       |                              | 3:0                          | towarzyski                   |
| 2.                           | 10.07.1960                   | Lima                         | Peru                         |                              | 3:1                          | towarzyski                   |
| 3.                           | 17.07.1960                   | Santiago                     | Chile                        |                              | 4:1                          | towarzyski                   |
| 4.                           | 10.12.1961                   | Paryż                        | Francja                      |                              | 1:1                          | towarzyski                   |
| 5.                           | 03.06.1962                   | Viña del Mar                 | Meksyk                       |                              | 1:0                          | MŚ                           |
| 6.                           | 06.06.1962                   | Viña del Mar                 | Brazylia                     |                              | 1:2                          | MŚ                           |
| 7.                           | 01.11.1962                   | Madryt                       | Rumunia                      |                              | 6:0                          | el. ME                       |
| 8.                           | 30.05.1963                   | Bilbao                       | Irlandia Północna            |                              | 1:1                          | el. ME                       |

## Kariera trenerska
Po zakończeniu kariery piłkarskiej Pachín został trenerem. Pracę trenerską rozpoczął w Realu Madryt C w 1973. Potem prowadził trzecioligowe: Galáctico Pegaso, Getafe Deportivo, Osasunie, AgD Ceuta. W latach 1978–1976 był trenerem drugoligowych: Realu Valladolid, Levante UD, Córdobę, Almeríę (spadek), Hérculesa (awans do Primera División) i Albacete Balompié (spadek). Karierę trenerską zakończył w trzecioligowej Granadzie w 1989.